# كارلوس سميث
كارلوس سميث (بالإنجليزية: Carlos Smith)‏ هو لاعب كرة قدم باهاماسي، ولد في 11 أبريل 1969. شارك مع منتخب الباهاما لكرة القدم.

## وصلات خارجية
- كارلوس سميث على موقع ناشيونال فوتبول تيمز (الإنجليزية)